# 麗貝卡·安得拉迪
麗貝卡·罗德里格斯·德安得拉迪（葡萄牙語：Rebeca Rodrigues de Andrade，1999年5月8日—），巴西女子竞技体操运动员。2021年，她在2020年夏季奧林匹克運動會體操比賽赢得女子跳馬金牌和个人全能银牌，是巴西奧林匹克運動會史上第一位獲獎的女子体操運動員。